# Cooköarnas fotbollsförbund
Cooköarnas fotbollsförbund, officiellt Cook Islands Football Association, är ett specialidrottsförbund som organiserar fotbollen på Cooköarna.
Förbundet grundades 1971 och gick med i OFC 1994. De anslöt sig till Fifa år 1994. Cooköarnas fotbollsförbund har sitt huvudkontor i staden Avarua.